# Кочковатка (Астраханська область)
Кочковатка  (рос. Кочковатка) — село у Харабалінському районі Астраханської області Російської Федерації.
Населення становить 1597 осіб (2010). Входить до складу муніципального утворення Кочковатська сільрада.

## Історія
Населений пункт розташований на території українського етнічного та культурного краю Жовтий Клин. Від 1925 року належить до Харабалінського району.
Згідно із законом від 6 серпня 2004 року органом місцевого самоврядування є Кочковатська сільрада.

## Населення
| 2002 | 2010  |
| ---- | ----- |
| 1607 | ↘1597 |